# Какаху

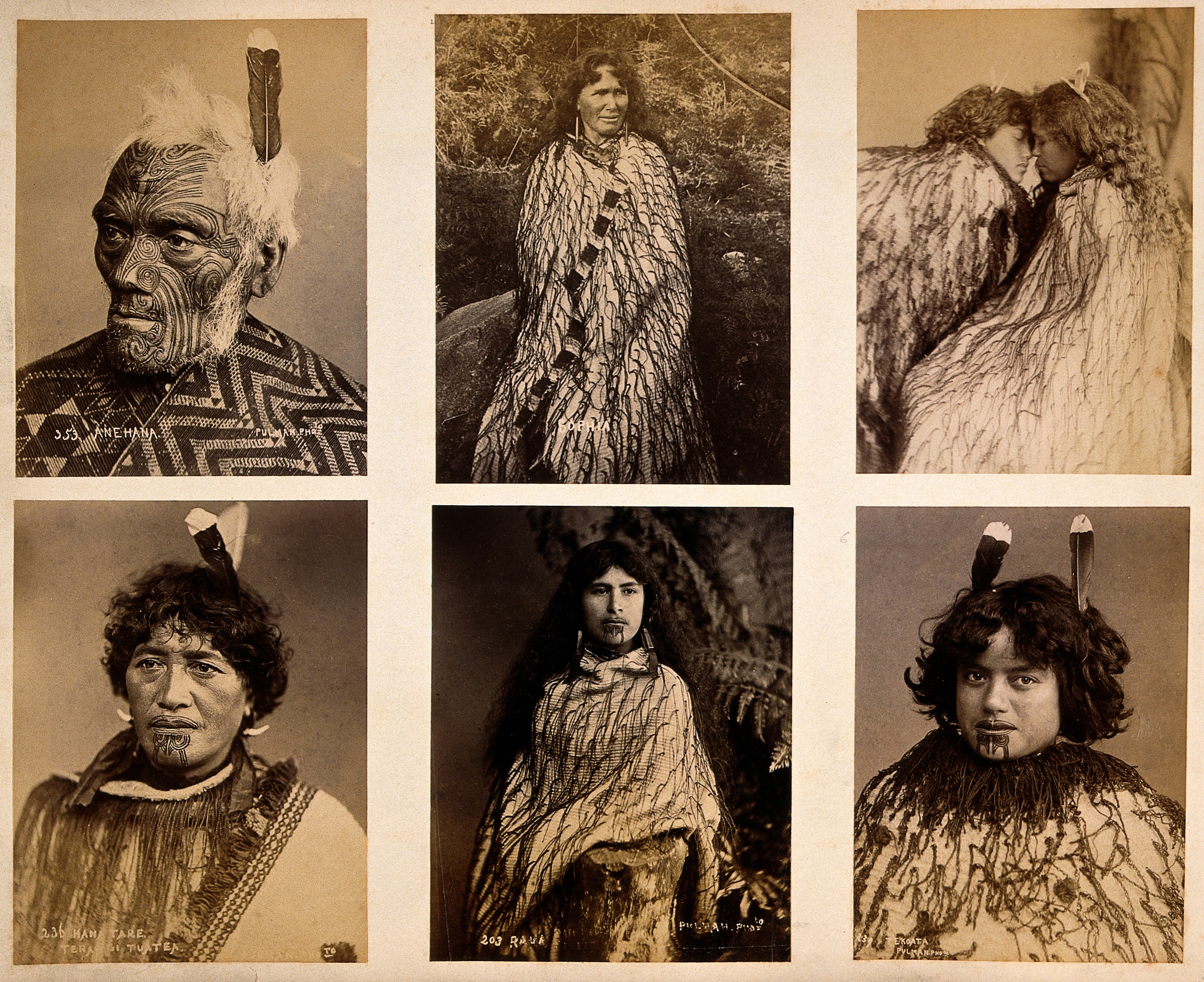
Маори в различных плащах

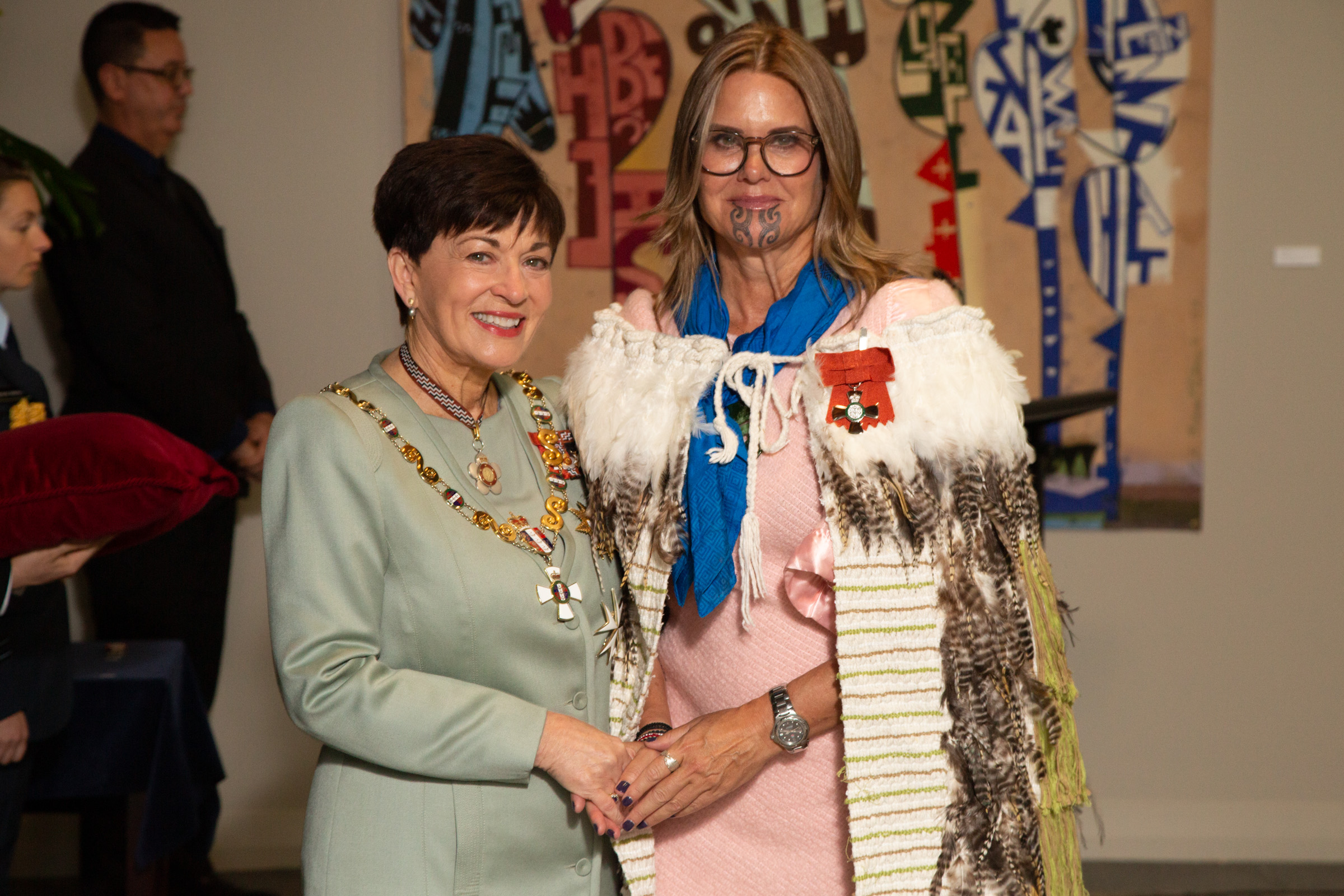
Официальное награждение Хинемоа Элдер (справа, в плаще) орденом Заслуг, 2019

Какаху (маори kākahu) — маорийские плащи, создаваемые ручным сплетением нитей. Считаются вершиной маорийского ткачества. Выделяется несколько разновидностей, в том числе «каху хурухуру», покрытые перьями, «каху киви» из перьев одноимённой птицы, «каху кури» из собачьей кожи и «короваи», украшенные кистями или помпонами.

## Материалы и технологии
Какаху, как и другие произведения текстильного искусства маори, плели руками; ткацкий станок нигде в Полинезии не использовался. Технология маорийского ткачества или плетения эволюционировала из плетения сетей для ловли рыбы. Какаху могут быть разной длины, некоторые из них достают до земли. Во время плетения мастерицы пели ориори, призванные ускорить процесс и помочь им избежать ошибок.
Создание одного какаху занимает много месяцев, этим в основном занимаются женщины. Используется две технологии: простые практичные изделия для защиты от дождя плели «в одну пару нитей» (маори whatu aho pātahi), а дорогие, в том числе почти все какаху, — «в две» (маори whatu aho rua). В первом случае нити основы оплетались с лица и изнанки одной парой нитей-уток, а во втором — двумя парами, которые охватывают нить основы цепочкой, «вкладываясь» одна в другую.
Изготовление плащей из харакеке и перьев — особенность культуры маори, полинезийские плащи других островов производятся из тапы, коры гибискуса липовидного, листьев пандана и кокосового койра. После колонизации маори стали использовать для какаху новые материалы: шерсть и хлопок стали замещать новозеландский лён.
Части какаху имеют собственные названия:
- верхняя кромка — уа,
- края — тапа,
- нижняя кромка — рему.

### Название и разновидности

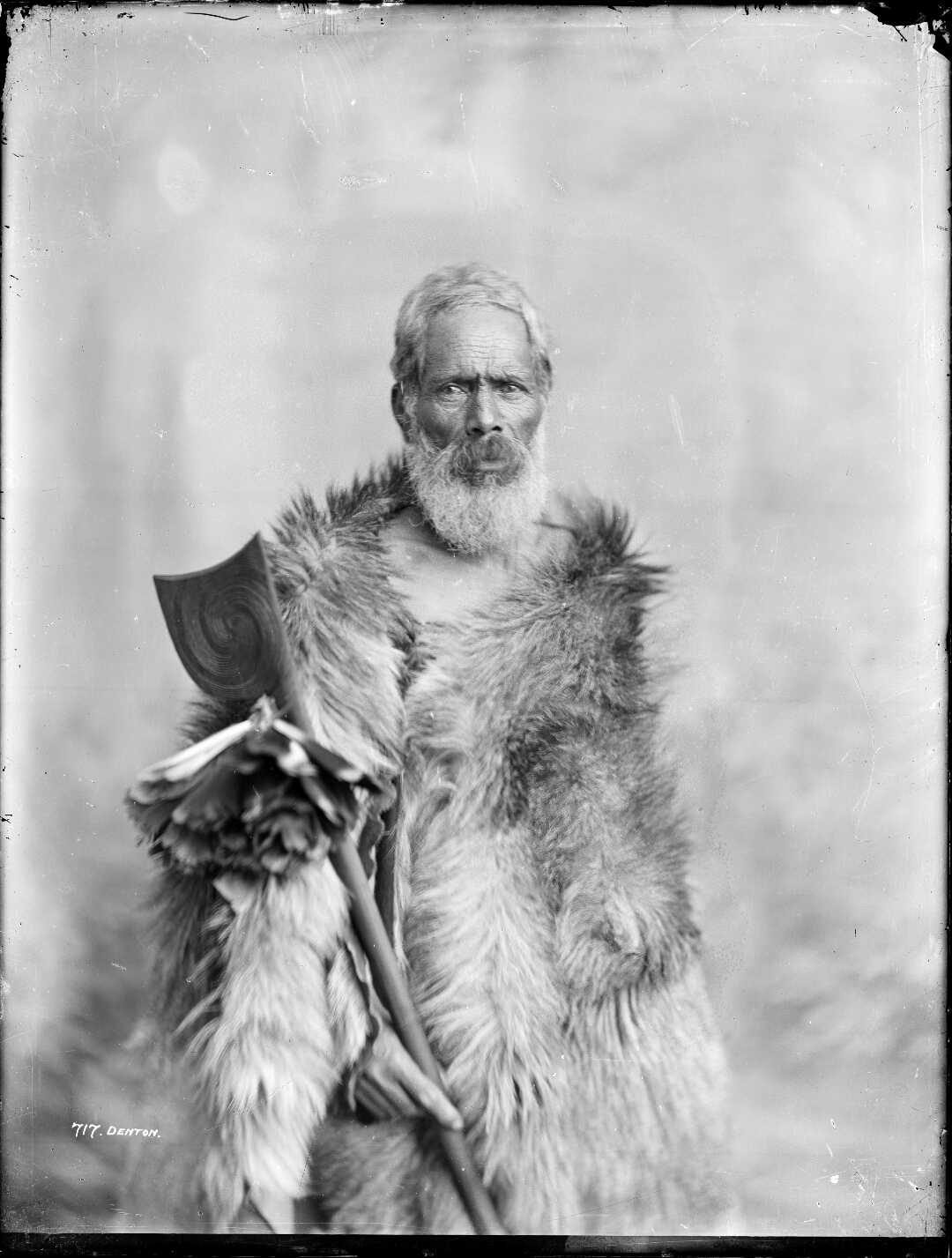
Мужчина в каху кури, около 1910

Маорийское слово «какаху» — когнат полинезийских слов для плащей: гавайского и таитянского «аху» (‘ahu), кукского какаху (kakah’u), маркизского каху.
Наиболее высоко ценились плащи, покрытые собачьей кожей, «каху кури» (маори kahu kurī), порезанной на тонкие полоски; при этом с неё не удаляли шерсть. Каху кури считались подходящей одеждой для ведущего своих людей в бой рангатиры. В 1826 году незнатная женщина по имени Мурихака из иви Каи-Таху надела на себя плащ из собачьей кожи, принадлежавший верховному вождю Те-Маихарануи. За это она была умерщвлена, а в иви началась междоусобица. Собака кури вымерла, из-за чего в XXI веке такие плащи крайне редки.
Плащи, покрытые птичьими перьями, называют «каху хурухуру»; плащи из перьев птицы киви — каху киви. Этот вид плащей редко встречался до XVIII столетия, однако в 1750-х они уже стали обычным видом. При их изготовлении каждое перо вплетается в ткань отдельно. Каху хурухуру различают по типу перьев: для «каху кура» требовались красные перья из-под крыльев местных попугаев-кака. Перья киви ценились за то, что их не портили клещи, а также по аналогии с само́й птицей: в доколониальные времена скрытные ночные по образу жизни киви считались таинственными птицами, а в XXI веке они стали национальным символом Новой Зеландии.
Рему (нижний край) какаху-«каитака» (маори kaitaka) имеет собственный плетёный рисунок, который может содержать в том числе генеалогическую информацию; орнаменты с плащей повторяли на корзинах. В районе Фангануи вместо слова «каитака» используется «параваи». Поверхность такого какаху похожа на шёлк, а если край плаща двойной, то его именуют «каитака хуаки» (маори kaitaka huaki). У какаху, изготовленных в конце XIX века и позже, встречается плетёный орнамент на уа (верхнем краю).
Короваи — какаху, у которых в ткань вплетены кисти из сердцевины харакеке. Короваи с простыми кистями называются «хукахука» (маори korowai hukahuka), а если они заплетены по три, то «каруре» (маори korowai kārure).
Плащи из кожи морского котика называются «каху кекено», а изготовленные из листьев Cordyline indivisa — маори kahu tōī. Редко, но всё же встречаются какаху из Microlaena stipoides, ситника, цельмисии и мхов.

Разновидности какаху
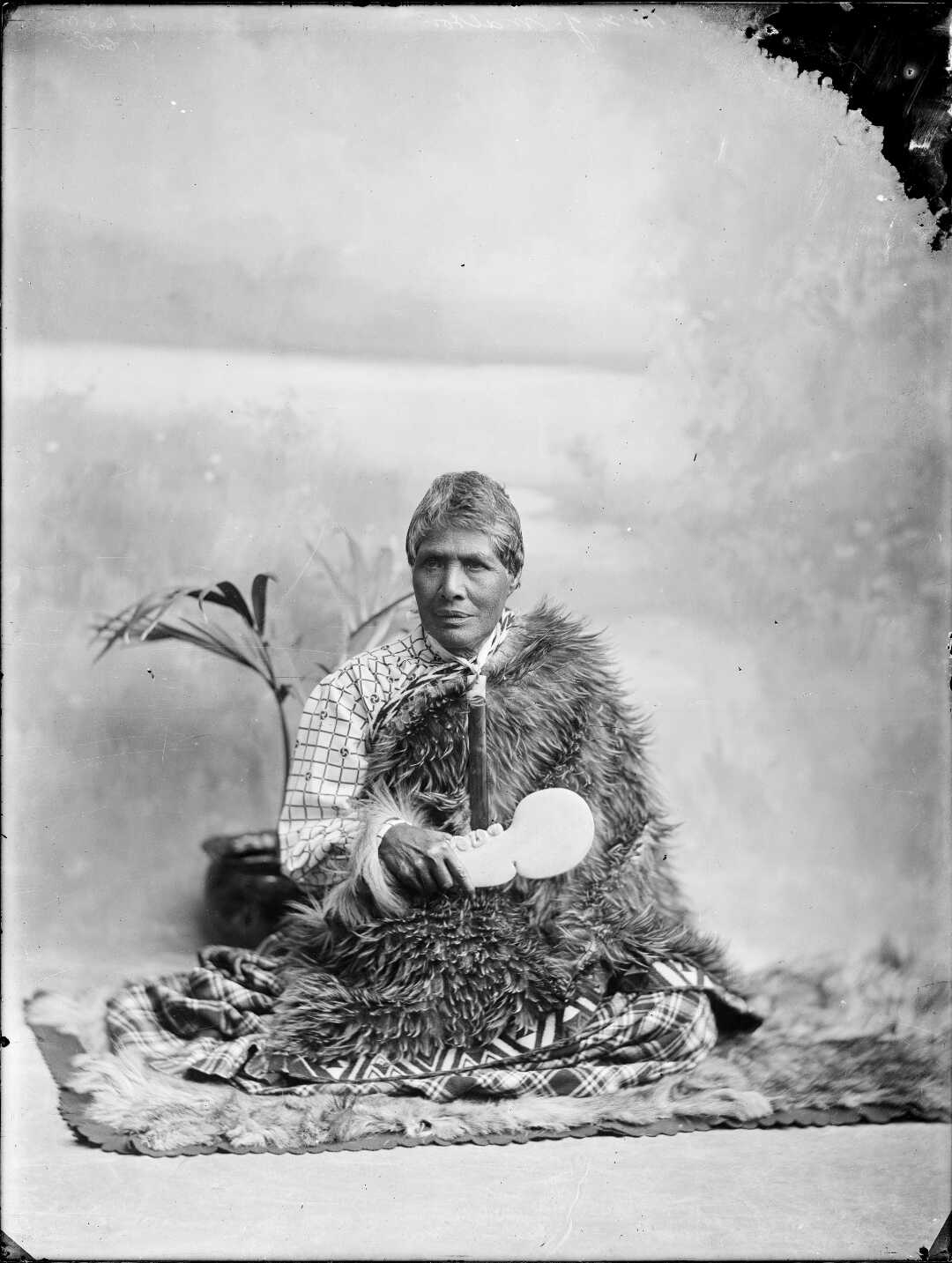
Женщина в каху хурухуру
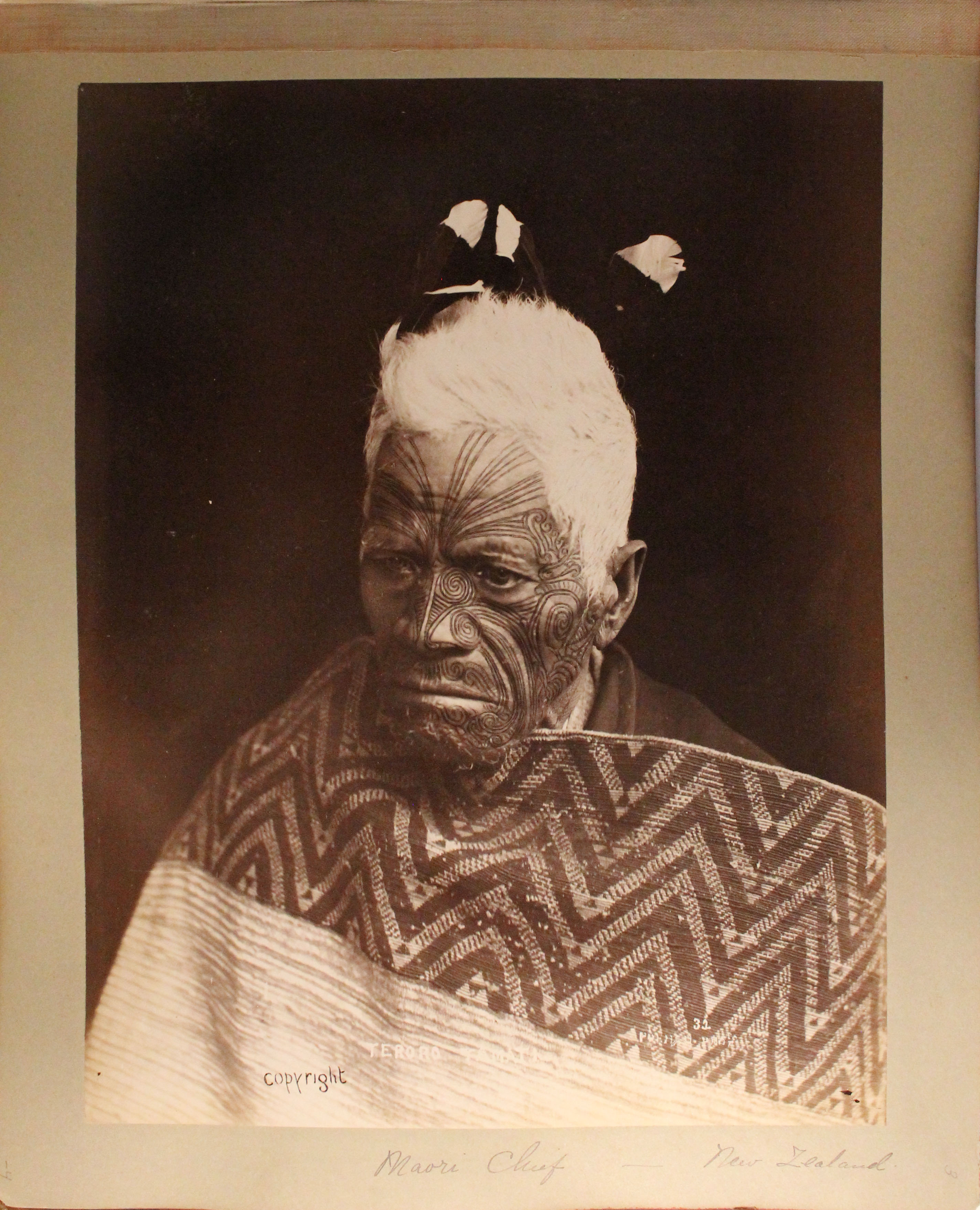
Рангатира Тероро Тамату в какаху каитака с плетёным орнаментом на уа
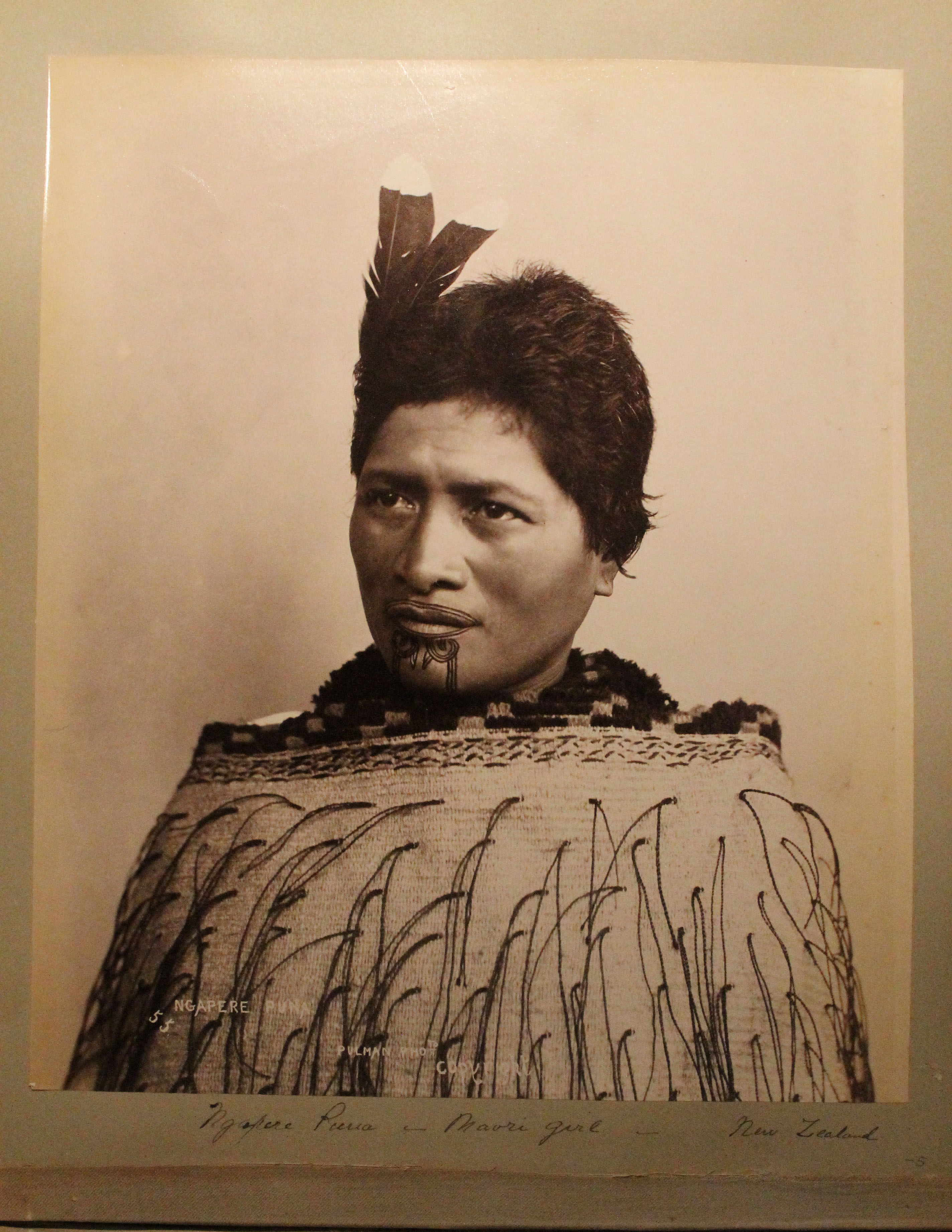
Нгапере Пуна в короваи хукахука
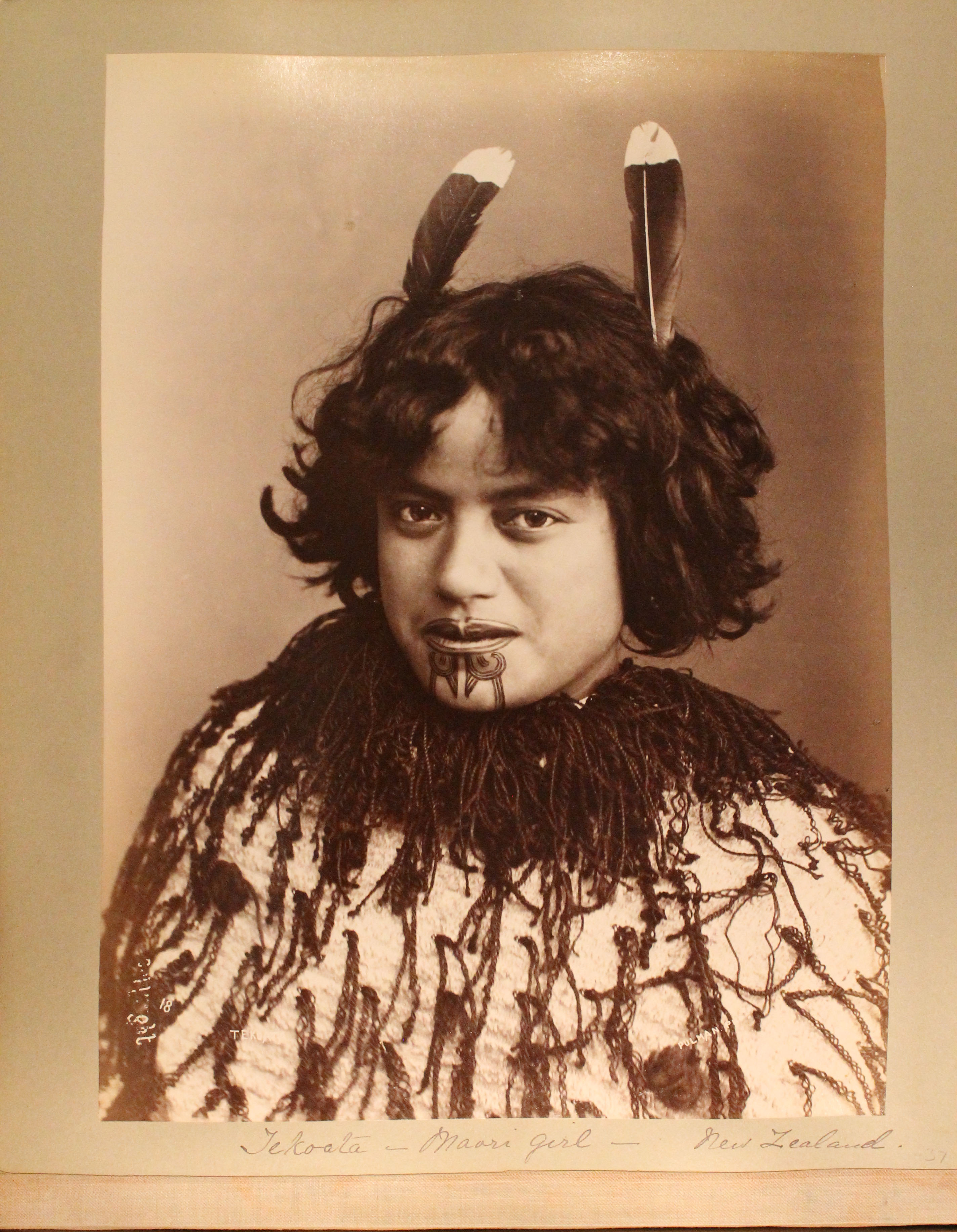
Девушка в короваи каруре, 1891

## Использование
Маори завязывали какаху на правом плече; под плащом как мужчины, так и женщины носили только толстую юбку-рапаки (маори rāpaki) и не прикрывали грудь. Плащи носили для утепления. Умение плести какаху было одним из важных для молодой женщины, так как от женщины ожидалось создание одежды для семьи. Традиционный метод обучения — имитация и рассматривание образцов, в современной Новой Зеландии ткацкому искусству учатся постепенно, начиная с более простых предметов — корзин — и заканчивая какаху.
Аналогично тонганским одеждам, какаху воплощают в себе ману важного человека, и, так же, как и их владельцы, считаются тапу (неприкосновенными) и могут иметь собственные имена. Собственная мана плаща складывалась из маны автора, материалов и качества исполнения, возраста, но главное — кто и где их носил. Вожди-арики носили плащи каху кури, каитака, каху хурухуру и короваи.
Во время похоронных ритуалов какаху накрывали тело покойного. Их использовали для обмена, например, на боевое каноэ, либо для оплаты услуг татуировщиков. В 1820-х годах, во время осады па Тапуиникау в Таранаки, женщина-рангатира Ранги Топеора побежала к своему жениху наперегонки с соперницей и набросила на него свой какаху, чтобы засвидетельствовать, что он принадлежит ей. В легендах о Тикаве (маори Tīkawe) и Те Аохурухуру говорится, что они завернулись в какаху-каитака перед самоубийством.
Европейцы, прибывавшие на земли маори, обычно принимали какаху за коврики (англ. mats) и очень высоко их ценили. Первым человеком, назвавшим какаху «ковриком», был Джеймс Кук, и европейцы отказались от этого термина лишь спустя 150 лет. Крупнейшая в мире коллекция плащей находится в музее Те Папа в Веллингтоне. Перед открытием музея его администрация озаботилась тем, что в коллекции отсутствовали современные плащи, и, по совету ткачихи Эреноры Пукетапу-Хетет, стала использовать новоприобретённые изделия в церемониях.
В Новой Зеландии XXI века какаху на постоянной основе уже не носят, однако они продолжают использоваться как символ могущества и уважения на официальных собраниях, пофири, днях рождения, свадьбах, выпускных, иногда ими покрывают гроб на похоронах, а также ими могут обмениваться.

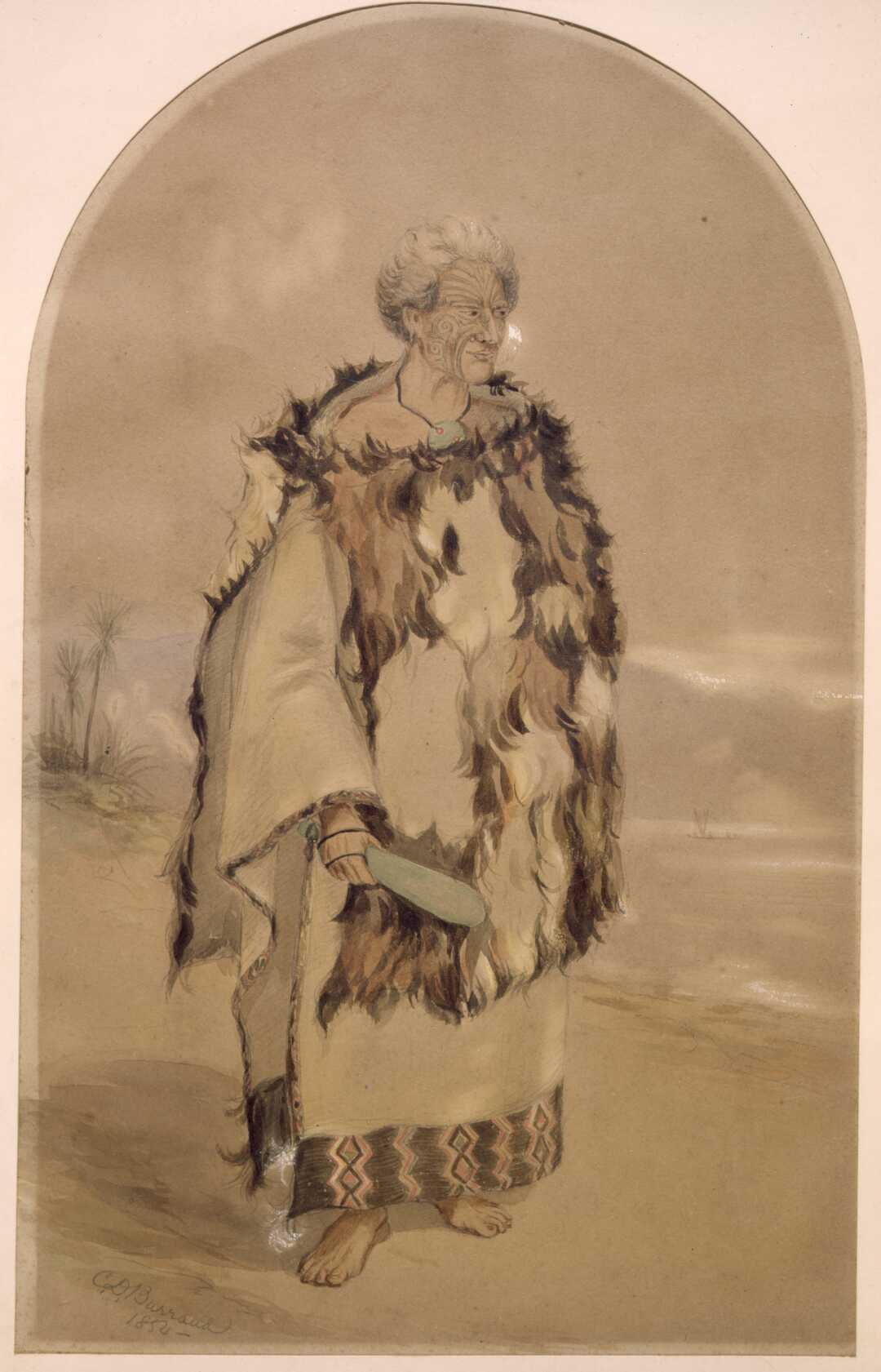
Вождь Те Рангихаэата в каху кури, наброшенной на какаху-каитака
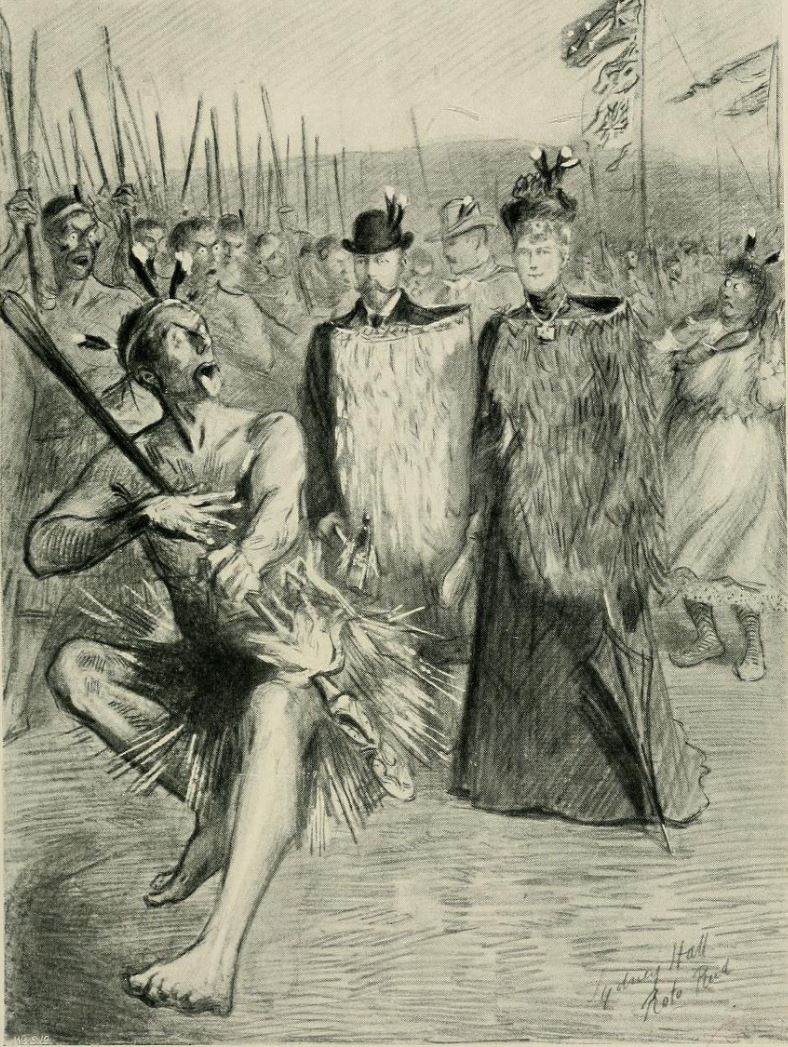
Георг V и Мария Текская в какаху во время визита в Новую Зеландию
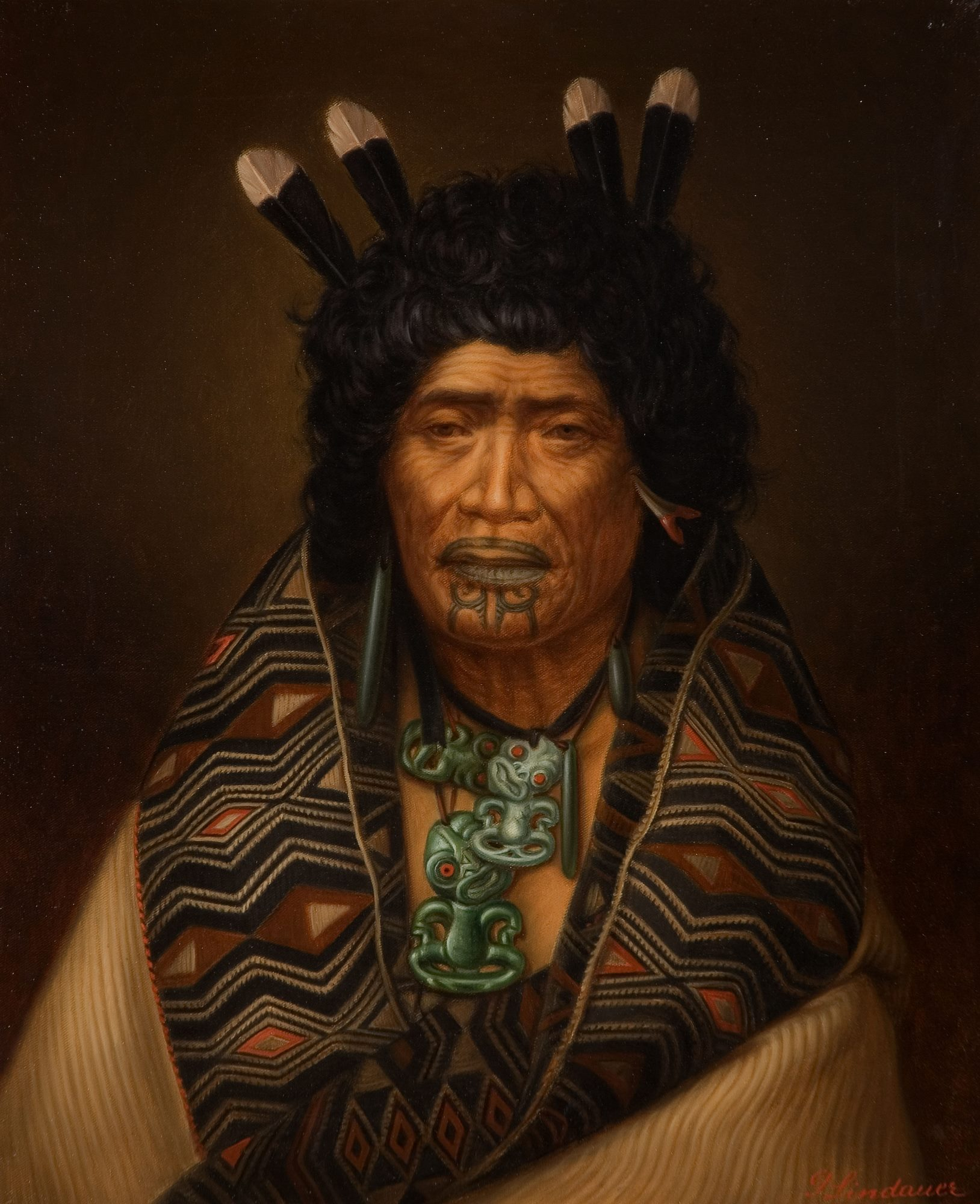
Портрет Ранги Топеора, художник Готфрид Линдауэр
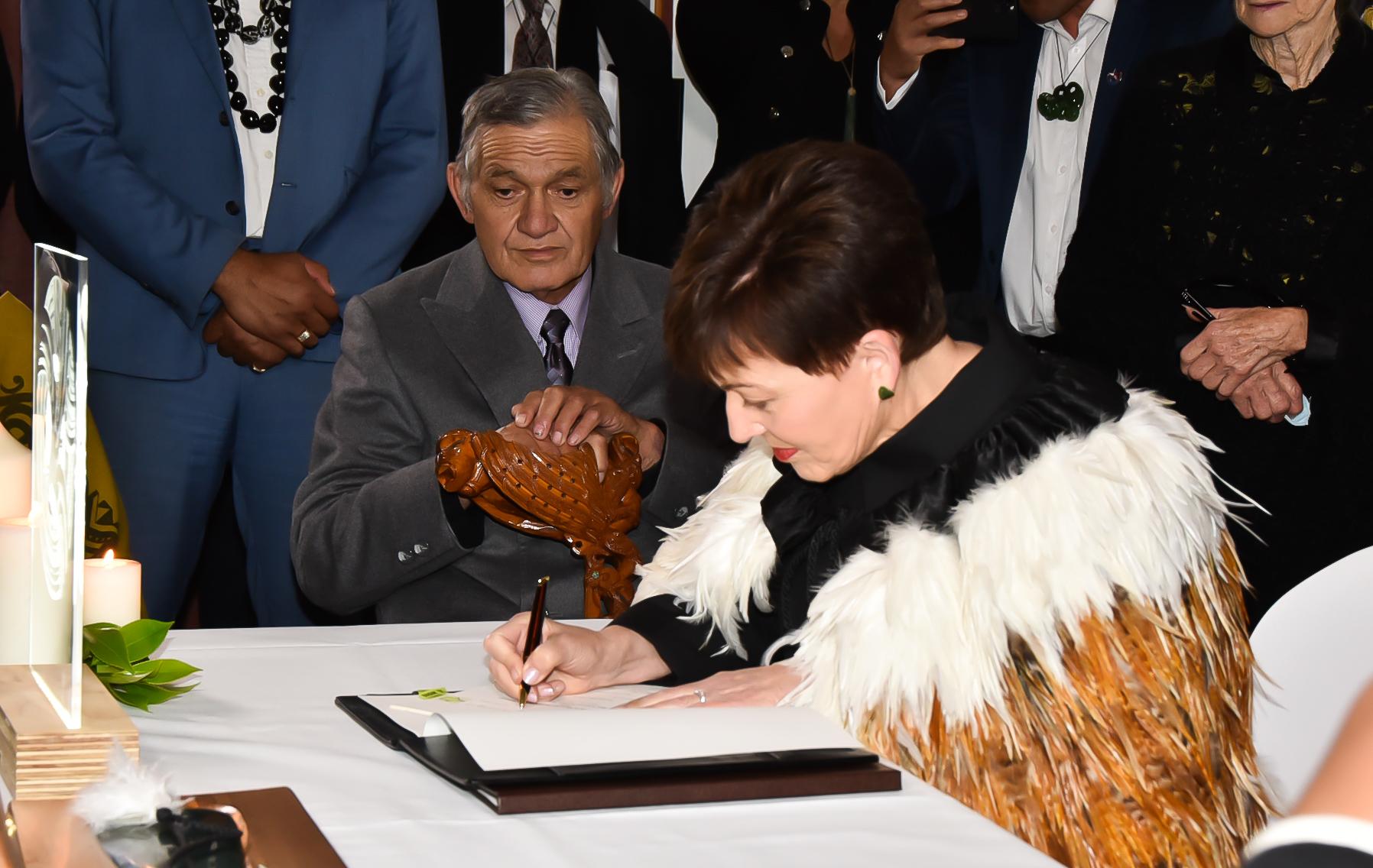
Генерал-губернатор Пэтси Редди в какаху подписывает акт о помиловании Руа Кенаны

## Передники
Женские передники, «маро копуа» (маори maro kōpua), не считаются разновидностью какаху, но очень на них похожи технологией изготовления.